# Adolf Heller

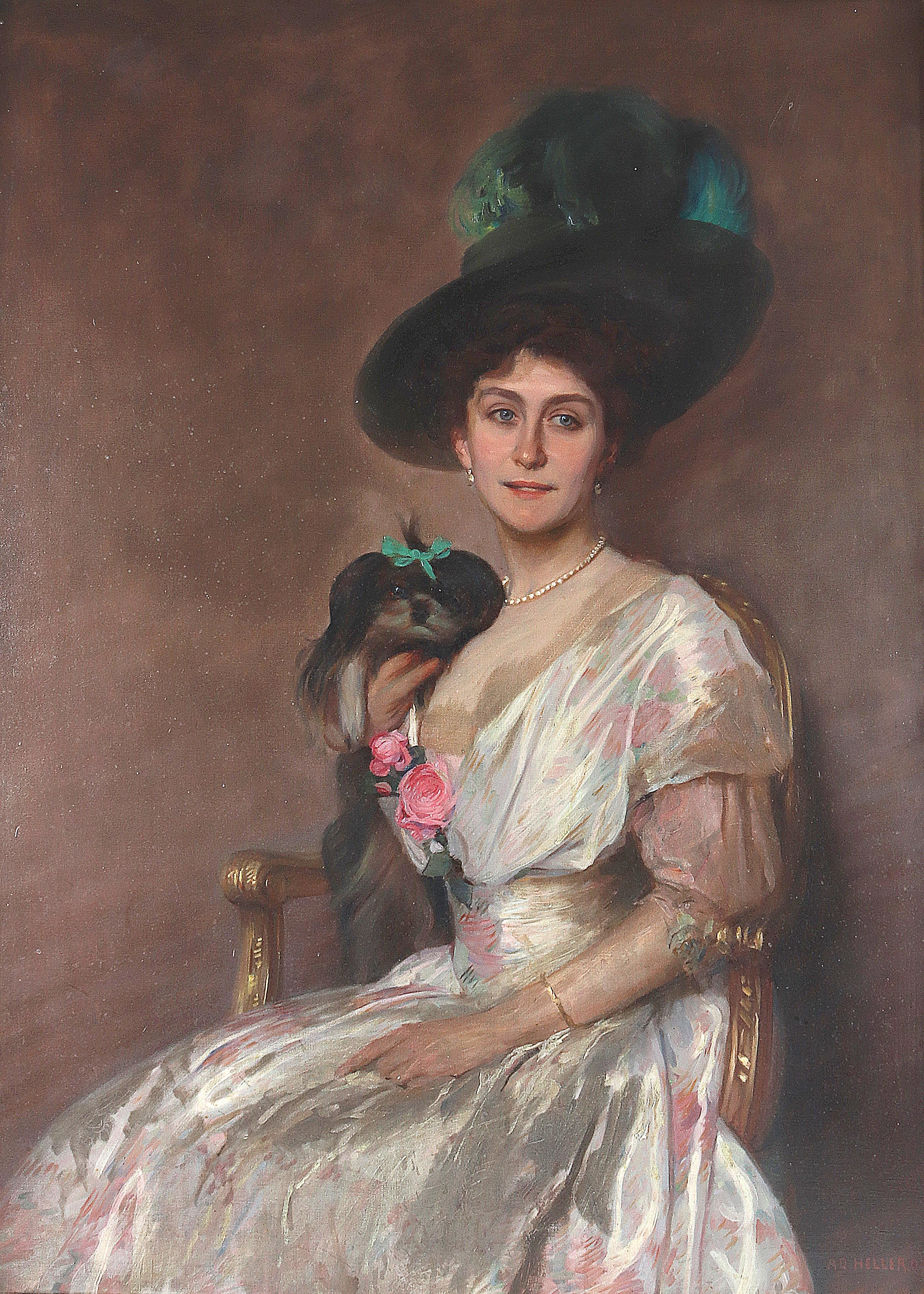
Adolf Heller: Bildnis der Hofschauspielerin Lili Marberg (Grimma 1876 – 1962 Wien) (1907)

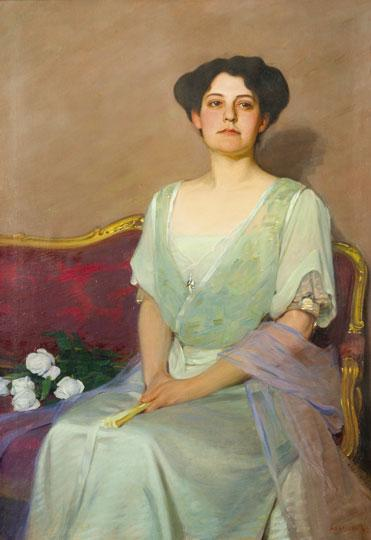
Bildnis einer Dame

Adolf Heller (* 3. Juni 1874 in Hamburg; † 16. Februar 1914 in Berlin) war ein deutscher Maler.

## Leben
Adolf Heller war an der Düsseldorfer Akademie ein Schüler Peter Janssens und führte seine Ausbildung in München und Paris fort. Er lebte dann zunächst in München und ab 1912 in Berlin. Zu seinen bevorzugten Sujets gehörten Damenporträts, Interieurs und Stillleben. Werke Hellers waren in Düsseldorf, München, Berlin und Dresden auf Kunstausstellungen zu sehen. Zahlreiche Titelbilder der Jugend, deren Mitarbeiter Heller war, stammen von ihm. Das Foyer des Deutschen Schauspielhauses in Hamburg stattete er mit mehreren Porträts von Bühnenkünstlern aus.